# Ticino (flod)
Ticino (tyska och franska Tessin, lombardiska Tisín,  Tesìn eller Tzìch, latin: Ticinus) är en 250 km lång flod. Den har sitt ursprung i Nufenpasset nära Sankt Gotthard i Schweiz, flyter genom kantonen Ticino i Lago Maggiore. Vidare flyter den in i Italien, där den slutligen rinner ut i Po några kilometer nedströms Pavia.
I Schweiz används floden, genom fördämningar, för att generera elektricitet och i Italien används den huvudsakligen för bevattning.
Städer längs floden Ticino:
- Schweiz: Airolo, Bellinzona, Locarno (vid Lago Maggiore).
- Italien: Stresa (vid Lago Maggiore), Vigevano, Pavia.

218 f.Kr. segrade Hannibal över Scipio vid Slaget vid Ticinus under det andra puniska kriget.

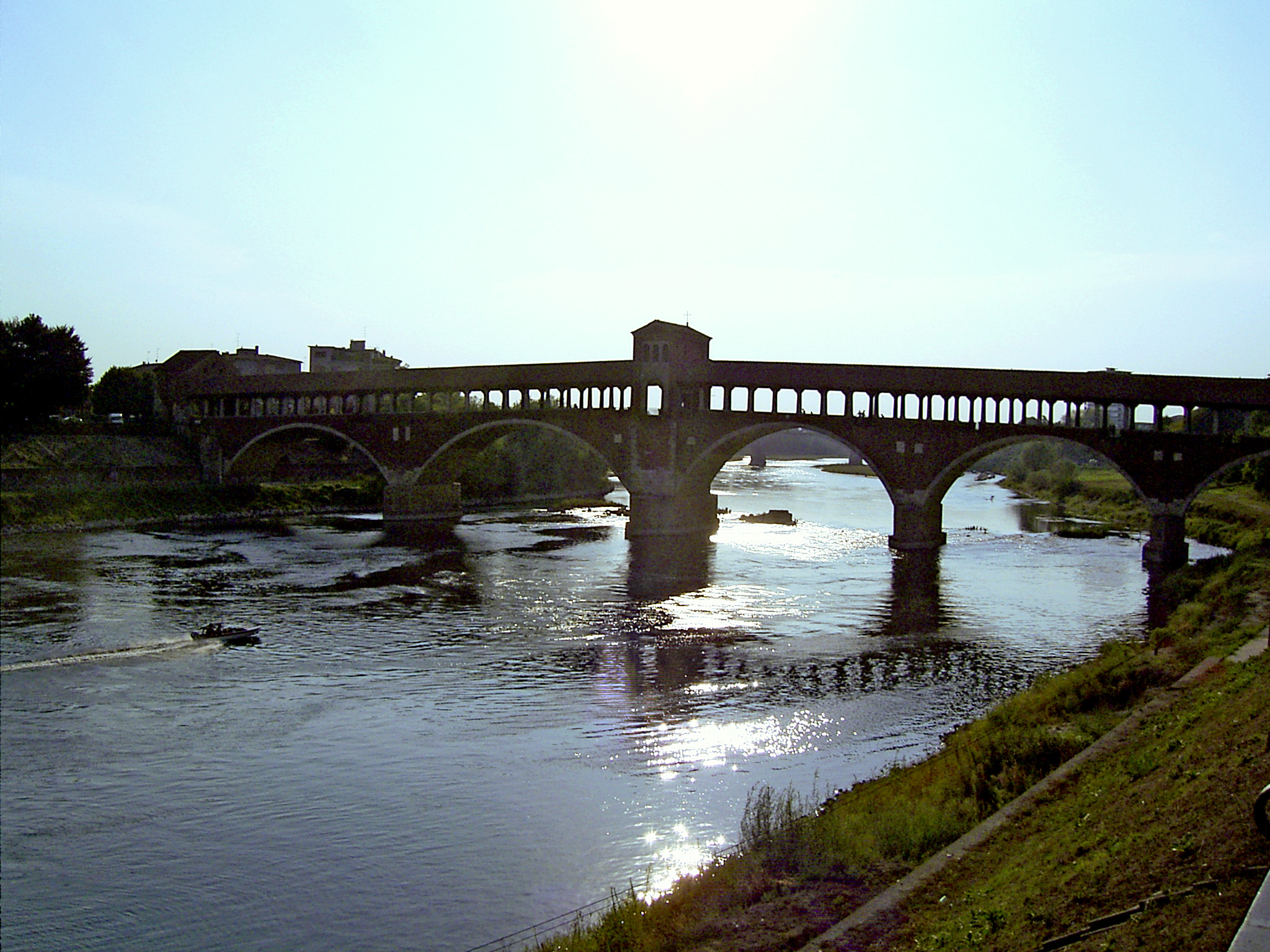
Ponte Vecchio (den gamla bron) över Ticino vid Pavia